# C.L. Ibsen
Carl Ludvig Ibsen (født 25. august 1837 i København, død 10. maj 1917 i Hellerup) var proprietær og filantrop og regnes for at være forstaden Hellerups moderne grundlægger. Han var oprindelig tømmerhandler, men begyndte i 1880'erne at opkøbe store arealer i Københavns omegn, især i Hellerup, som han byggemodnede og udstykkede.

## Baggrund
Carl Ludvig Ibsen blev født 1837 i Hjertensfrydsgade 91 i Nyboder som søn af mastemager P.C. Ibsen og Caroline Marie Ibsen. To år senere fik han en bror, Adolf Frederik. Faderen forlod i 1842 Marinen og etablerede en tømmerhandel og købte en af Københavns Kommunes tømmerpladser i Københavns Havn. Gamle Ibsen blev ikke umiddelbart velhavende af sit foretagende, og hans børn, de to brødre, måtte have friplads i skolen. Samtidig måtte drengene tage ekstra jobs som bybude for en urtekræmmer i Grønnegade. De tjente hver 24 skilling om ugen, hvoraf de – belært af faderens sparsommelighed – satte de 22 i banken og kun brugte de resterende 2 skilling.

## Første forretninger og ægteskab
Brødrene havde begge forretningstalent, og særligt den ældre bror blev efterhånden den ledende kraft i faderens forretning, som fik navnet P.C. Ibsens Sønner. Under C.L. Ibsens ledelse specialiserede firmaet sig i køb af tømmer fra Finland i konsignation, som Ibsen som noget nyt satte på auktion på tømmerpladserne i København, fx Asiatisk Plads eller Wilders Plads. Men byens etablerede tømmerhandlere var vrede over konkurrencen fra auktionsprincippet, og de forviste Ibsen fra det gode selskab.
Den 28. maj 1870 ægtede C.L. Ibsen Petra Anna, født Jørgensen (1837 – 15. maj 1916). Ægteskabet var barnløst, men hustruen havde stor interesse for børns ve og vel. Ægtefællerne drev således et børnehjem i Taastrup, hvorfra de til tidere hvervede tjenestepiger. Ibsen-parret betalte gerne pigernes konfirmations- eller bryllupsfest.

## Grundopkøb og -spekulation
Efter at Ibsen havde grundlagt sin store formue på tømmerhandlen, meldte spørgsmålet sig, hvorledes pengene skulle investeres. Ibsen drejede derfor sin næse for forretning i retning af grundspekulation og udstykning af grunde. Han kom i årenes løb til at eje 75 tønder land omkranset af Rygårdens jorder mod vest, Øresund mod øst og Hellerupvej og Onsgårdens jorder mod nord.
På den nyanlagte Øster Søgade lod han i 1884 arkitekt Alfred Råvad tegne en prægtig, 3-fløjet beboelsesejendom (benævnes et par steder Rørholm), der breder sig over alle tre gader Ole Suhrs Gade 20, Øster Søgade 32 og Rørholmsgade 25.
C.L. Ibsen var ejer af bl.a. en del af Smakkegårdens jorder. 1887 købte han Hellerupgårds 53 tdr. land, dernæst Bjerregården og i 1906 Stengårdens 47 tdr. land. 1902 udstykkede han Rygårds tidligere jorder og var også aktiv i Søllerød (Kofoeds Minde). Han sørgede for kloakering og vejanlæg og indførte klausuler om, at de nye byggerier, der skød op på Strandvejen, ikke måtte bebos af folk fra arbejderklassen.
Ibsen begyndte på et opfyldt område langs Øresund og anlagde Frederikkevej (1891), Marievej (1892) og Carolinevej (1890, begge sidstnævnte opkaldt efter Ibsens mor, Caroline Marie, f. Nyebølle). I midten af 1890'erne tog han fat på områderne vest for Strandvejen, hvor Ryvangs Allé, Svanemøllevej, Callisensvej, Ehlersvej og Tuborgvej opstod. Han opkaldte 1899 A.F. Ibsens Vej efter sin bror, men vejnavnet er senere ændret for at undgå forvekslinger, fordi C.L. Ibsens Vej i Gentofte i 1903 blev navngivet efter C.L. Ibsen. Ehlersvej opkaldte Ibsen efter Københavns daværende tekniske borgmester, E.D. Ehlers.
Ibsen fortsatte, og omkring 1900 opstod vest for Kystbanen de bibelske veje Ruthsvej, Rebekkavej, Rakelsvej og Judithsvej og Sarahsvej, der siden blev Tuborgvejs forlængelse. Bebyggelsen her blev anderledes end på Strandvejen: Toetages huse med mansardtage og forhaver med typisk 6 lejligheder i hver husblok.

## Ekscentrisk millionær og filantrop
Ibsen blev millionær, men fastholdt den beskedne levevis, som han var vokset op med. Hans private velgørenhed var legendarisk, og han testamenterede hele sin formue til velgørende formål og oprettede legatet P.C. Ibsens Sønners Legat på 8 mio. kr. (i 1919-kroner), hvis renter fordeles til private lærerinder, sygeplejersker og husjomfruer. Det trådte i kraft 1919.
Med tiden blev han mere og mere ekscentrisk:
"Ibsen var en mærkelig dobbelt person, der vandrede omkring i Hellerup i en slidt, grøn frakke. Med den ene hånd forbød han jævne folk adgang til Hellerup og med den anden delte han almisser ud til »sine« fattige og lod tikronesedler falde i fattigt udseende mennerskers skød, når han passerede dem i sporvognen ind mod byen. Den majdag i 1917, hvor han død alene i sin spartanske stuelighed [sic] på Callisensvej, lå der blandt dagens post 79 breve fra folk, der bad om hjælp."
Ibsen blev tilbudt en etatsrådstitel og optagelse i Kraks Blå Bog, men afslog begge dele. Han efterlod et digt, der vidner om hans arbejdsiver og religiøsitet:
| Citat | Du vil mig ei ledig have Arbeid er din Naadegave Herre hvor jeg takker dig Som til Arbeid kaldte mig. | Citat |
|       | |       |

Han er begravet på Søllerød Kirkegård.